# مارگارت مولزورت
 مارگارت مولزورت (انگلیسی: Margaret Molesworth؛ زاده ۱۸ اکتبر ۱۸۹۴ درگذشته ۹ ژوئیهٔ ۱۹۸۵) یک تنیس‌باز اهل استرالیا بود.